# Shafan
Shafan (kinesiska: 沙畈, 沙畈乡) är en socken i Kina. Den ligger i provinsen Zhejiang, i den östra delen av landet, omkring 170 kilometer söder om provinshuvudstaden Hangzhou. Antalet invånare är 7458. Befolkningen består av 3 567 kvinnor och 3 891 män. Barn under 15 år utgör 11,0 %, vuxna 15-64 år 607 %, och äldre över 65 år 17,0 %.
Genomsnittlig årsnederbörd är 2 256 millimeter. Den regnigaste månaden är juni, med i genomsnitt 468 mm nederbörd, och den torraste är oktober, med 60 mm nederbörd.